# Вечерняя Казань
«Вечерняя Казань» (разг. «Вечёрка») — советская и российская общественно-политическая газета в Казани, существовавшая в печатном виде с 1979 по 2018 годы. В настоящее время функционирует как сетевое издание. Отличается резонансными публикациями на злободневные темы и активным участием в общественной жизни Казани. 

## Печатное издание
Первый номер газеты «Вечерняя Казань» увидел свет 1 января 1979 года. Первым главным редактором стал Андрей Гаврилов.
Широкая известность в городе пришла к газете в том же году благодаря первоапрельскому шуточному материалу «Когда разводят мосты». В статье от 31 марта было напечатано, что мост через Казанку на Ленинской дамбе якобы стал разводным после реконструкции и 1 апреля в час дня будет проведён пробный развод. Статью дополнял фотомонтаж работы редакционного фотографа Фарита Губаева. В результате на следующий день множество казанцев столпилось на дамбе в ожидании развода моста. Традиция первоапрельских розыгрышей поддерживалась редакцией и в дальнейшем.
«Вечерняя Казань» стала оказывать существенное влияние на общественную жизнь ещё до наступления перестройки. Первым примером стала развернувшаяся на страницах газеты дискуссия о строительстве в окрестностях Казани биохимзавода. По её результатам была назначена экспертиза, подтвердившая обоснованность опасений читателей, что привело к отмене проекта.
Позднее «Вечерняя Казань» стала «рупором перестройки», поднимая острые темы тех лет и оперативно реагируя на письма читателей. Газета поддерживала народное движение против строительства Татарской АЭС. Другой масштабной кампанией, в которой активно участвовала редакция, стала борьба за ликвидацию ветхого жилья, применительно к которому газета популяризовала термин «трущобы». После избрания главного редактора в народные депутаты СССР на страницах «Вечёрки» стали появляться обширные материалы о съездах народных депутатов. Помимо проблем Татарстана, газета освещала трагические события, происходившие в союзных республиках СССР: Спитакское землетрясение, Тбилисские события 1989 года, межнациональные конфликты в Азербайджане и Средней Азии. Издание осуществило первую в СССР публикацию глав из книги Евгении Гинзбург «Крутой маршрут». Наибольший тираж «Вечёрки» под руководством Гаврилова достигал 230 тысяч экземпляров, а максимальная периодичность составляла 6 раз в неделю.
«Вечерняя Казань» внесла вклад и в развитие культурной и духовной жизни Казани. Так, при её поддержке были возвращены верующим Петропавловский собор и Азимовская мечеть. Газета оказывала информационную поддержку Шаляпинскому оперному фестивалю и фестивалю классического балета (впоследствии получившего имя Рудольфа Нуриева), которые позднее стали международными.
После смерти Гаврилова в 1991 году газету возглавил Хазбулат Шамсутдинов. Однако вскоре в редакции стали возникать конфликты, из-за которых часть старых сотрудников уволилась. Тираж «Вечёрки» после распада СССР упал, однако на протяжении 1990-х годов стабильно набирал 60-80 тысяч экземпляров. В 2000-е годы газета выходила четыре раза в неделю, включая специальный субботний выпуск под названием «Конец недели».
«Вечерняя Казань» регулярно публиковала интервью со знаменитостями, приезжавшими в Казань. Редакцию газеты неоднократно посещали Евгений Евтушенко и Василий Аксёнов. Материалы продолжали отличаться остротой, благодаря чему газета снискала славу оппозиционной. В частности, в 2001 году издание собирало подписи в поддержку телеканала НТВ. Позднее, в 2006 году газета печатала главы из книги Ирека Муртазина «Последний президент Татарстана», в которой подвергались критике президент Татарстана Минтимер Шаймиев и его окружение. Не прекращалась и природоохранная деятельность: так, в 2000-е годы «Вечерняя Казань» активно выступала в защиту экосистемы, сложившейся на берегах Казанки в городской черте.
С 2009 года периодичность газеты сократилась до трёх раз в неделю. В 2012 году тираж упал ниже 30 тысяч экземпляров, а в 2018 — не превышал 18 тысяч. Выпуск от 29 декабря был анонсирован как последний.

## Закрытие печатной версии и дальнейшая судьба издания
По сообщениям «Бизнес Online», основной причиной закрытия издания стала нехватка финансирования при высокой стоимости газетной бумаги и почтовых услуг при подписке. Сообщается, что с 2014 года расходы на содержание газеты выросли вдвое, в результате чего с 2016 года её деятельность стала убыточной. Однако в материале газеты «Коммерсантъ» утверждается, что в 2017 году чистая прибыль «Вечерней Казани» составил 6,8 млн рублей. По сведениям газеты «Аргументы и факты», решение о закрытии стало неожиданным для сотрудников.
Кроме того, за последние годы существования печатного издания из редакции ушли наиболее известные журналисты. Однако по словам Александра Латышева, главного редактора газеты «Республика Татарстан», уровень публикаций «Вечёрки» оставался неизменно высоким вплоть до последних номеров.
Тем не менее, упразднение печатной версии не привело к полному исчезновению издания. С 2019 года «Вечерняя Казань» выходит в электронном формате.
Электронная версия «Вечерней Казани» в современном виде существует с 2011 года. В 2018 году, по данным портала LiveInternet, сайт занимал 7-е место по посещаемости среди татарстанских СМИ.

## Учредители
Изначально газета выходила как издание Казанского городского комитета КПСС. После распада СССР издание было приватизировано.
В качестве учредителей издания указываются ООО «Издательский дом „Вечерняя Казань“» и ООО «Редакция газеты „Вечерняя Казань“». Обе компании возглавляет Хазбулат Шамсутдинов, однако в качестве непосредственного учредителя с 2014 года выступает Камиль Гайнуллин. Гайнуллин также является владельцем ООО «Ап-пак», являющейся дистрибьютором продукции казанского холдинга «Нэфис».